# Вилейский район
Виле́йский райо́н (бел. Вілейскі раён) — административная единица на северо-западе Минской области Республики Беларусь. 
Административный центр — город Вилейка. 
Численность населения — 45 481 человек (на 1 января 2025 года).

## Геральдика
Герб утверждён решением Вилейского районного исполнительного комитета от 12 апреля 2001 года № 40. Зарегистрирован в Гербовом матрикуле Республики Беларусь 13 апреля 2001 года № 57.
Флаг учреждён Указом Президента Республики Беларусь от 18 ноября 2008 года № 625 и зарегистрирован в Государственном геральдическом регистре Республики Беларусь 1 декабря 2010 года № Б-177. Одобрен решением Вилейского районного Совета депутатов от 24 июня 2008 года № 69.

## Административное устройство
В районе 11 сельсоветов.
В соответствии с решением Минского областного совета депутатов об изменении административно-территориального устройства Минской области от 28 мая 2013 года количество сельсоветов уменьшено на 2 и составляет теперь 11. Данным решением были упразднены Ольковичский и Стешицкий сельсоветы. Костеневичский сельсовет переименован в Людвиновский с административным центром в агрогородке Людвиново. Рабунский сельсовет переименован в Кривосельский с административным центром в агрогородке Кривое Село.
В районе 11 сельсоветов:
- Вязынский
- Долгиновский
- Ижский
- Ильянский
- Кривосельский
- Куренецкий
- Любанский
- Людвиновский
- Нарочанский
- Осиповичский
- Хотенчицкий

Упразднённые сельсоветы:
- Стешицкий
- Ольковичский

## География

Гидрография Вилейского района

Площадь 2453,8 км². Район граничит с Мядельским, Молодечненским, Минским и Логойским районами Минской области, Докшицким районом Витебской области и Сморгонским районом Гродненской области.
Основные реки — Вилия, Сервеч, Илия, Узлянка. В 1974 году на востоке от Вилейки было создано Вилейское водохранилище площадью 63,3 км². 40,7% территории района покрыто лесом.

## История
В 1921—1939 годах существовал Вилейский повет (в 1921—1925 — Новогрудского воеводства, в 1925—1939 — Виленского воеводства) Польской республики.
Район образован 5 июля 1946 года путём преобразования Куренецкого района. В 1946—1960 годах — в Молодечненской области, с 20 января 1960 года — в Минской области.
20 июля 1957 года к Вилейскому району присоединены 9 сельсоветов упразднённого Ильянского района, 25 декабря 1962 года — 4 сельсовета упразднённого Кривичского района.
1 декабря 1998 года Вилейский район и город Вилейка объединены в одну административно-территориальную единицу — Вилейский район с административным центром город Вилейка.

## Демография
Численность населения — 45 481 человек (на 1 января 2025 года), в том числе городское (Вилейка) — 13 728 человек, сельское — 19 106 человек.
Население района составляет 46 566 человек, в том числе в городе Вилейка проживают около 26 811 человек (на 1 января 2023 года). Всего в районе насчитывается 407 населённых пунктов.
| Численность населения (по годам) | Численность населения (по годам) | Численность населения (по годам) | Численность населения (по годам) | Численность населения (по годам) | Численность населения (по годам) | Численность населения (по годам) | Численность населения (по годам) | Численность населения (по годам) | Численность населения (по годам) |
| 1996                             | 2000                             | 2001                             | 2002                             | 2003                             | 2004                             | 2005                             | 2006                             | 2007                             | 2008                             |
| -------------------------------- | -------------------------------- | -------------------------------- | -------------------------------- | -------------------------------- | -------------------------------- | -------------------------------- | -------------------------------- | -------------------------------- | -------------------------------- |
| 68 100                           | ▼62 557                          | ▼61 643                          | ▼60 290                          | ▼58 971                          | ▼57 471                          | ▼55 961                          | ▼54 616                          | ▼53 484                          | ▼52 516                          |
| 2009                             | 2010                             | 2011                             | 2012                             | 2013                             | 2014                             | 2015                             | 2016                             | 2017                             | 2018                             |
| ▼52 510                          | ▼51 832                          | ▼51 033                          | ▼50 248                          | ▼49 700                          | ▼49 260                          | ▼48 674                          | ▼48 102                          | ▼47 624                          | ▼47 349                          |
| 2019                             | 2020                             | 2021                             | 2022                             | 2023                             | 2024                             | 2025                             |                                  |                                  |                                  |
| ▲48 940                          | ▼48 516                          | ▼47 862                          | ▼47 061                          | ▼ 46 566                         |                                  | ▼45 481                          |                                  |                                  |                                  |

| Национальный состав по переписи населения 2009 года (всего — 52 053 человека) | Национальный состав по переписи населения 2009 года (всего — 52 053 человека) | Национальный состав по переписи населения 2009 года (всего — 52 053 человека) | Национальный состав по переписи населения 2009 года (всего — 52 053 человека) | Национальный состав по переписи населения 2009 года (всего — 52 053 человека) | Национальный состав по переписи населения 2009 года (всего — 52 053 человека) | Национальный состав по переписи населения 2009 года (всего — 52 053 человека) |
| Народ                                                                         | Всего                                                                         | Всего                                                                         | г. Вилейка                                                                    | г. Вилейка                                                                    | сельское                                                                      | сельское                                                                      |
| Народ                                                                         | чел.                                                                          | %                                                                             | чел.                                                                          | %                                                                             | чел.                                                                          | %                                                                             |
| ----------------------------------------------------------------------------- | ----------------------------------------------------------------------------- | ----------------------------------------------------------------------------- | ----------------------------------------------------------------------------- | ----------------------------------------------------------------------------- | ----------------------------------------------------------------------------- | ----------------------------------------------------------------------------- |
| Белорусы                                                                      | 48 873                                                                        | 93,89%                                                                        | 24 695                                                                        | 92,02%                                                                        | 24 178                                                                        | 95,88%                                                                        |
| Русские                                                                       | 2334                                                                          | 4,48%                                                                         | 1627                                                                          | 6,06%                                                                         | 707                                                                           | 2,8%                                                                          |
| Украинцы                                                                      | 376                                                                           | 0,72%                                                                         | 234                                                                           | 0,87%                                                                         | 142                                                                           | 0,56%                                                                         |
| Поляки                                                                        | 207                                                                           | 0,4%                                                                          | 126                                                                           | 0,47%                                                                         | 81                                                                            | 0,32%                                                                         |
| Армяне                                                                        | 28                                                                            | 0,05%                                                                         | 20                                                                            | 0,07%                                                                         | 8                                                                             | 0,03%                                                                         |
| Литовцы                                                                       | 24                                                                            | 0,05%                                                                         | 12                                                                            | 0,04%                                                                         | 12                                                                            | 0,05%                                                                         |
| Азербайджанцы                                                                 | 17                                                                            | 0,03%                                                                         | 14                                                                            | 0,05%                                                                         | 3                                                                             | 0,01%                                                                         |

|                                               | 2010 | 2011 | 2012 | 2013 | 2014 | 2015 | 2016 | 2017 |
| --------------------------------------------- | ---- | ---- | ---- | ---- | ---- | ---- | ---- | ---- |
| Рождаемость (на 1000 человек)                 | 10   | 10,2 | 10   | 10,9 | 11,3 | 11,7 | 10,9 | 9,7  |
| Смертность (на 1000 человек)                  | 19,9 | 19,3 | 18,5 | 17,8 | 16,6 | 18,4 | 17,4 | 17,6 |
| Естественный прирост (на 1000 человек)        | -9,9 | -9,1 | -8,5 | -6,9 | -5,3 | -6,7 | -6,5 | -7,9 |
| Естественный прирост (в абсолютном выражении) | -513 | ...  | ...  | -345 | -258 | -322 | -314 | -377 |
| Миграционный прирост (в абсолютном выражении) | -286 | ...  | ...  | -95  | -328 | -250 | -164 | +102 |

В 2018 году 16,1% населения района было в возрасте моложе трудоспособного, 53,5% — в трудоспособном, 30,4% — старше трудоспособного. Ежегодно в Вилейском районе рождается 450—700 детей и умирает 800—1000 человек. Уровень рождаемости (9,7 на 1000 человек в 2017 году) один из самых низких в Минской области, уровень смертности (17,6) выше среднего по области. Наблюдается естественная убыль населения, и ежегодно численность населения уменьшается на 250—500 человек по естественным причинам (-377 всего, или -7,9 на 1000 человек по итогам 2017 года). В 2017 году в Вилейском районе было заключено 263 брака (5,5 на 1000 человек) и 116 разводов (2,4).

## Экономика
В 2017 году средняя зарплата работников в Вилейском районе составила 80,3% от среднего уровня по Минской области.
Выручка от реализации продукции, товаров, работ, услуг за 2017 год составила 306 млн рублей (около 153 млн долларов), в том числе 80,4 млн рублей пришлось на сельское, лесное и рыбное хозяйство, 117,6 млн на промышленность, 31,8 млн на строительство, 54,7 млн на торговлю и ремонт, 21,5 млн на прочие виды экономической деятельности.

### Промышленность
На 1 января 2013 года в районе насчитывается 10 промышленных предприятий, на которых занято 3,5 тыс. человек.
Крупнейшие промышленные предприятия расположены в Вилейке:
- ОАО «Зенит-БелОМО» (771 работник; производит оптические прицелы, бинокли, металлоконструкции, узлы и детали к автомобилям и сельскохозяйственной технике)
- ОАО «Стройдетали» (721 работник; производит дверные и оконные блоки, садовые домики, древесные топливные брикеты)
- Филиал «Вилейская мебельная фабрика» ЗАО «Молодечномебель» (302 работника; производит корпусную мебель, мебельные наборы, столы, стулья, шкафы и другую мебель)
- Филиал «Вилейский хлебозавод» ОАО «Борисовхлебпром» (223 работника; хлеб, хлебобулочные и кондитерские изделия, безалкогольные напитки, спецодежда)
- ОАО «Вилейский комбикормовый завод» (190 работников; производит комбикорма и кормовые смеси)
- ОАО «Вилейский ремонтный завод» (116 работников; производит сельскохозяйственные машины, фургоны, металлоконструкции, запчасты к сельскохозяйственным машинам)
- ООО «Комдор» (производит дорожные машины и оборудование, снегоочистители, мачты мобильной связи)
- ЧУПП «Лоза» (производит двери)
- Вилейский филиал ОАО «Молодечненский молочный комбинат» (до 2009 года — Вилейский гормолзавод; производит творог и творожные изделия, сыры, масло, сметанные продукты, йогурты с лактулозой, технический казеин[23])

### Сельское хозяйство
В 2017 году сельскохозяйственные организации района собрали 68,7 тыс. т зерновых и зернобобовых культур при урожайности 24,7 ц/га (средняя по области — 35 ц/га) и 250 т льноволокна при урожайности 6,6 ц/га (средняя по области — 7,8 ц/га).
В 2017 году сельскохозяйственные организации района реализовали 6,9 тыс. т мяса скота и птицы и произвели 59,9 тыс. т молока (средний удой — 3964 кг). На 1 января 2018 года в сельскохозяйственных организациях района содержалось 36,7 тыс. голов крупного рогатого скота, в том числе 14,7 тыс. коров.

## Транспорт
Через район проходят автомобильные трассы «Минск — Нарочь» и «Борисов — Ошмяны», а также железная дорога Молодечно — Крулевщина.

## Здравоохранение
В 2016 году в организациях Министерства здравоохранения Республики Беларусь, расположенных на территории района, работало 115 практикующих врачей (24,1 на 10 тысяч человек) и 544 средних медицинских работника (114,2 на 10 тысяч человек). В больницах насчитывалась 471 койка (98,9 на 10 тысяч человек).

## Образование
В 2017/2018 учебном году в районе действовало 28 учреждений дошкольного образования, которые обслуживали 1912 детей, и 22 учреждения общего среднего образования, в которых обучалось 4673 ребёнка. Учебный процесс обеспечивал 701 учитель.
В Вилейском районе действует два учреждения среднего специального образования — Вилейский государственный колледж в Вилейке и Ильянский государственный аграрный колледж в агрогородке Илья.

## Культура и досуг
- Вилейский краеведческий музей

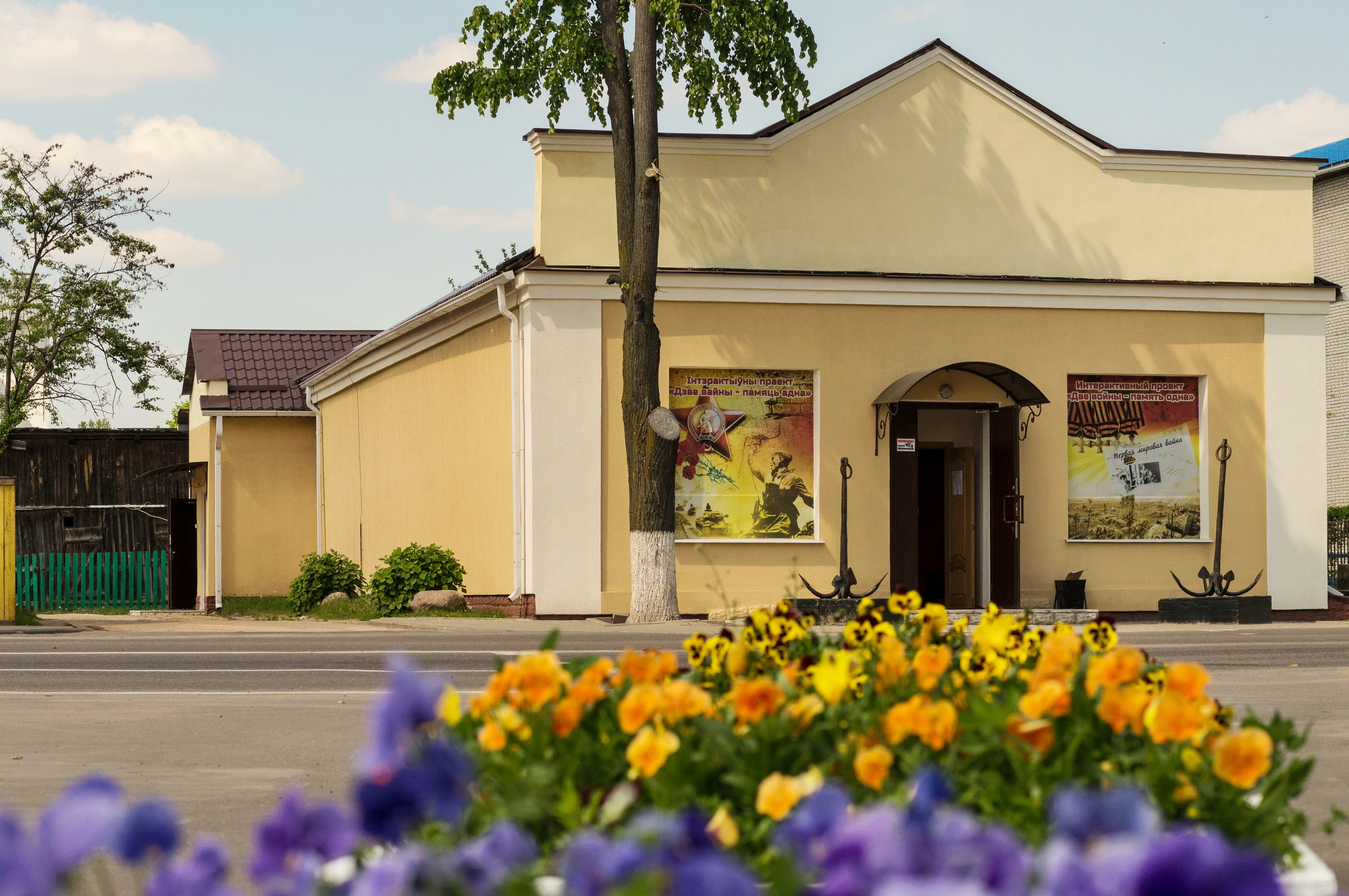
Вилейский краеведческий музей

  - Выставочный зал имени Никодима Силивановича в г. Вилейка
- Народный театр в г. Вилейка
- Музейно-этнографический комплекс[30][31] в д. Забродье Нарочанского сельсовета
  - Музей истории Первой мировой войны, хранящий более 2000 экспонатов: обмундирование и оружие, противогаз, документы и фотографии, предметы быта солдат и личные вещи в память о близких
  - Музей ретро-автомобилей, где собраны раритеты 30-90-х годов XX века: ЗИС-5, ГАЗ-67, ГАЗ М1, Willys, Opel Kadett, Opel Blitz, коллекция мотоциклов и велосипедов
  - Музей быта столетней давности (старинная мебель, ручники, одежда, домашняя утварь, музыкальные инструменты, фото)
  - Музей СССР с кино-верандой

На берегу реки – построенная в стиле XVI-XVII вв. деревянная Борисоглебская часовня в память обо всех погибших в военных действиях. Также среди самых почитаемых мест Забродья и окрестностей – лазаретное кладбище времен Первой мировой и 6-метровый крест на захоронении близ военного лагеря, памятная часовня в честь 80-летия окончания войны, стела и камень.

### Туристические маршруты
Разработаны и действуют несколько туристских маршрутов по окрестностям Вилейки.
Ежегодно, начиная с 2007 года, из Вилейского района берёт старт водная экспедиция «Шляхам Тышкевіча» («Путём Тышкевича»). Первая экспедиция прошла в 2007 году. Её приурочили к 150-летию известного путешественника по Вилии краеведа графа Константина Тышкевича. Путешественники прошли по следам экспедиции графа Тышкевича от истоков Вилии до слияния с Неманом. Организаторами и участниками первой водной экспедиции стали литовские и белорусские учёные, краеведы и туристы. Сегодня она приобретает более популяризаторский и туристический характер и заканчивается на территории Беларуси.

## События и мероприятия

### События
- В июле 2023 года у деревни Речки Вилейского района были проведены археологические раскопки. На основании найденных артефактов историки Белорусского государственного университета выдвинули версию о более раннем заселении территории возле деревни Речки (найденные до этих раскопок артефакты относились к 1 тысячелетию н.э., но в июле 2023 года были найдены артефакты, относящиеся ко 2-й половине 1 тысячелетия до н.э.)[32].

### Мероприятия
- В 2004 и 2012 годах Вилейка была местом проведения фестиваля «Адна зямля»
- 4-5 июня 2015 года в Вилейке прошёл рыцарский фестиваль «Гонару Продкаў 2015» («Чести Предков 2015»)

## Достопримечательности

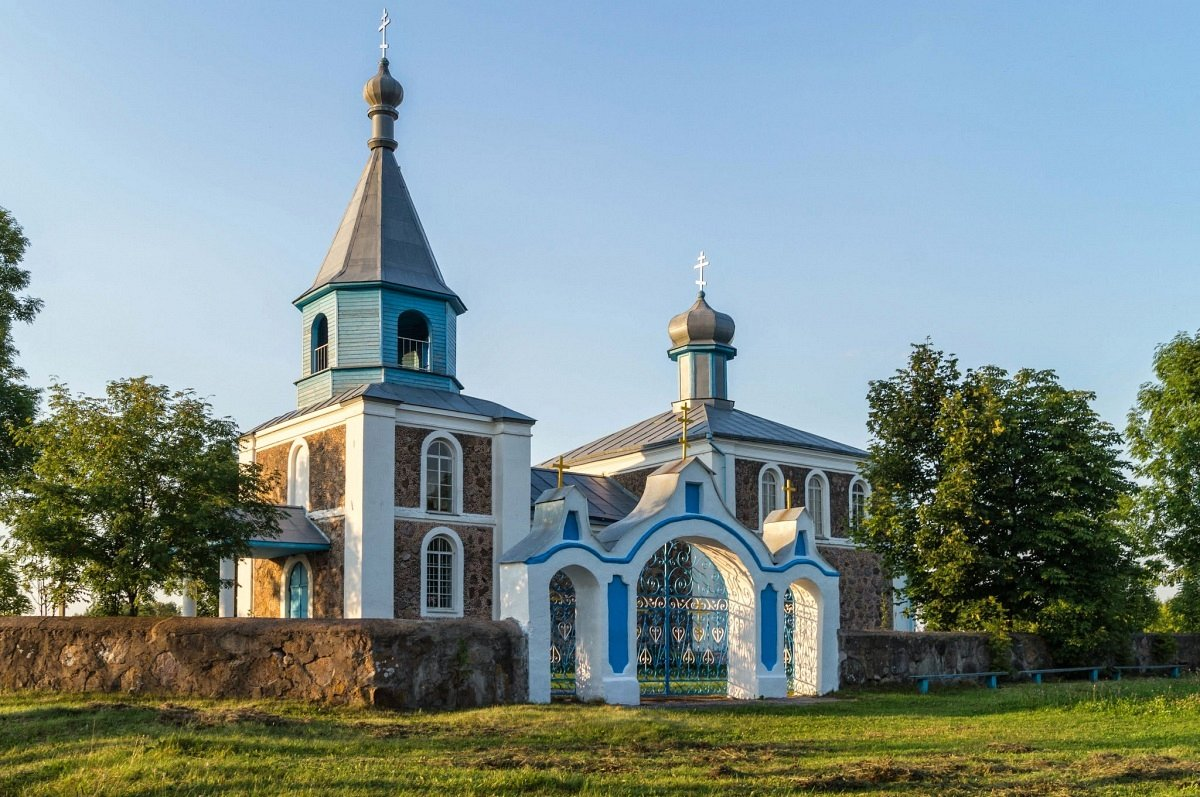
Православная церковь Рождества Богородицы в Мильча

- Католический храм Посещения Девы Марии (1902) в Ольковичи
- Католический храм Непорочного Зачатия Пресвятой Девы Марии (1763) в Костеневичи
- Православная церковь св. Николая (1771) в Латыголь
- Католический храм св. Станислава (1853) в Долгиново
- Троицкая церковь (1870) в Долгиново
- Католический храм Святого Сердца Иисуса (1909) в Илья
- Свято-Ильинская церковь (1828) в Илья
- Католическая церковь Преображения Господнего (1996) в Стешицы

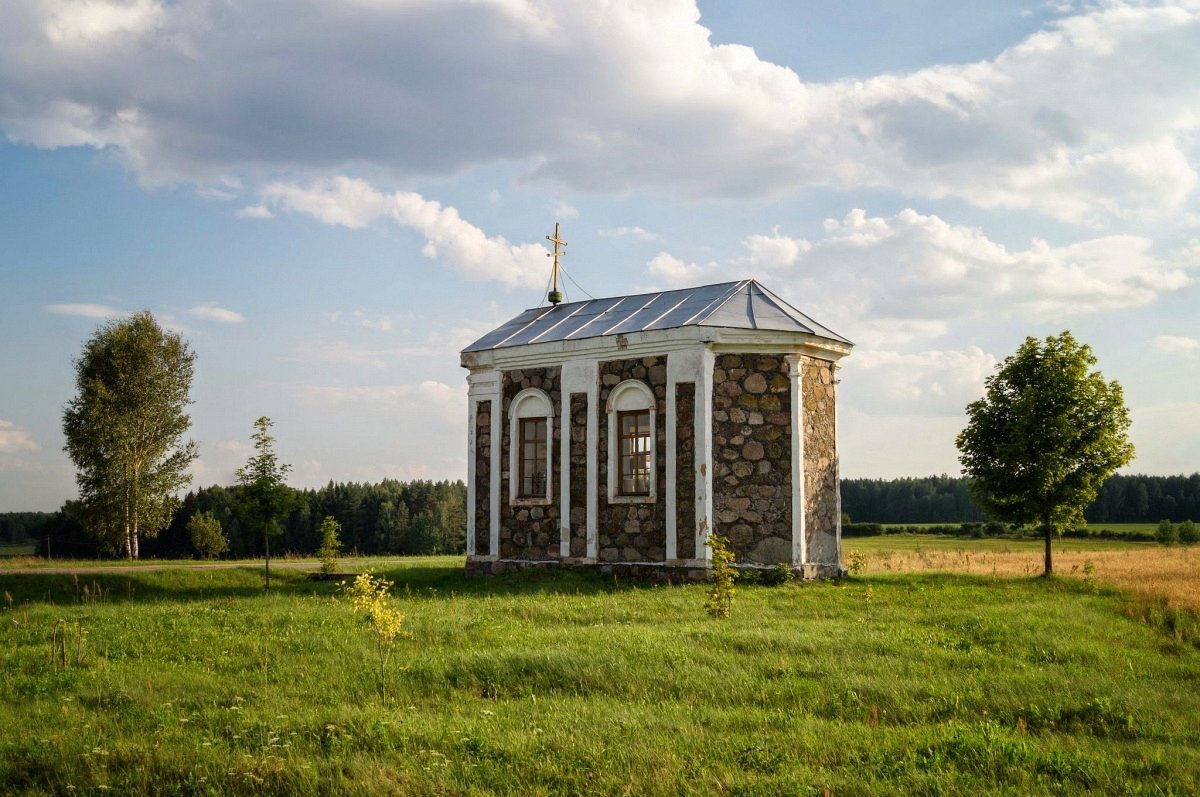
Православная часовня в Клесино

- Православная часовня в КлесиноКатолический храм Рождества Девы Марии (1908 год, неоготика) в Вязынь
- Православная Покровская церковь (XIX век, деревянное зодчество) в Вязынь
- Православная церковь св. апостолов Петра и Павла (1868), Часовня (конец XVIII-начало XIX века) в Косута
- Православная церковь Собора белорусских святых (2003) в Любань
- Православная церковь Святого Иосифа (1929 год, отреставрирована в 90-х годах XX века) в Ижа
- Православная церковь Рождества Богородицы (1865) в Мильча. Построена в конце XIX века в русском стиле
- Свято-Иоанно-Предтеченская церковь в Боровцы
- Церковь Покрова Пресвятой Богородицы (2002) в Бубны
- Часовня Святого Николая (первое упоминание 1896 год, построена – 1906 год). Расположена между деревнями Уречье и Кордон
- Свято-Георгиевская церковь (1847–1886) в деревне Вардомичи
- Спасо-Преображенская церковь в Заболотье
- Православная церковь св. Сорока мучеников Севастийских в Костыки
- Православная церковь Рождества Богородицы (1870) в Куренец
- Православная церковь св. Ильи (1877) в Нарочь
- Православная Успенская церковь (1862) в Рабунь
- Православная Успенская церковь (1868, вторая половина XIX века) в Ручица
- Свято-Духовская церковь в Речки
- Православная церковь Успения (1923) в Спягло
- Борисоглебская часовня (2003-2010) в Забродье
- Православная часовня (середина XIX в.) в Клесино
- Воинский памятник в Борки
- Мемориальный комплекс «Место сожжённой деревни Любча» в Любча

### Памятники природы
- Камень «Воротишин крест» в Камено
- Валун «Гомсин камень» в Куренец

### Утерянное наследие
- Водяная мельница в д. Ижа и мост через реку Нарочанка (начало XX столетия)

## Галерея

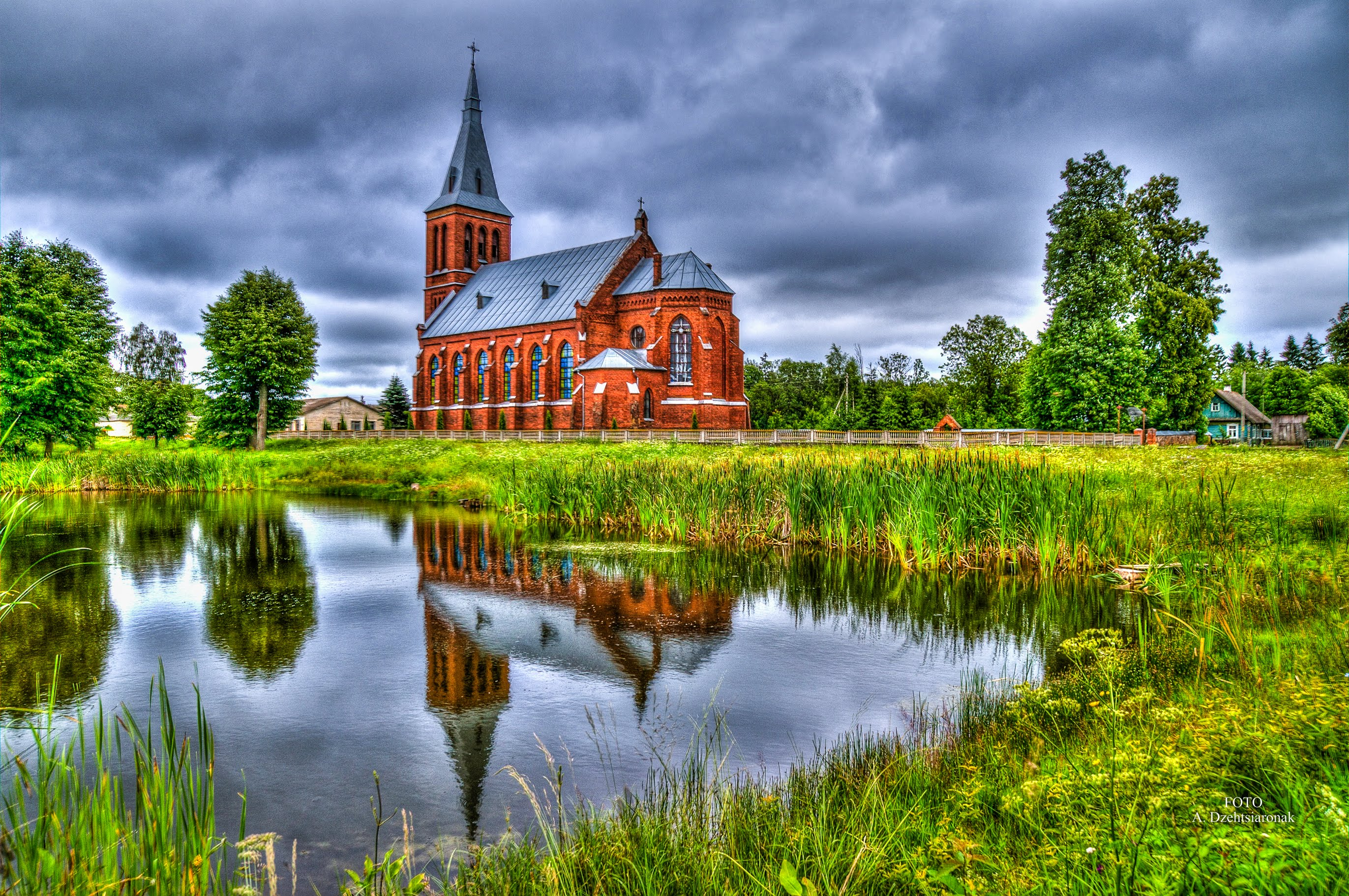
Католический храм Посещения Девы Марии в Ольковичи
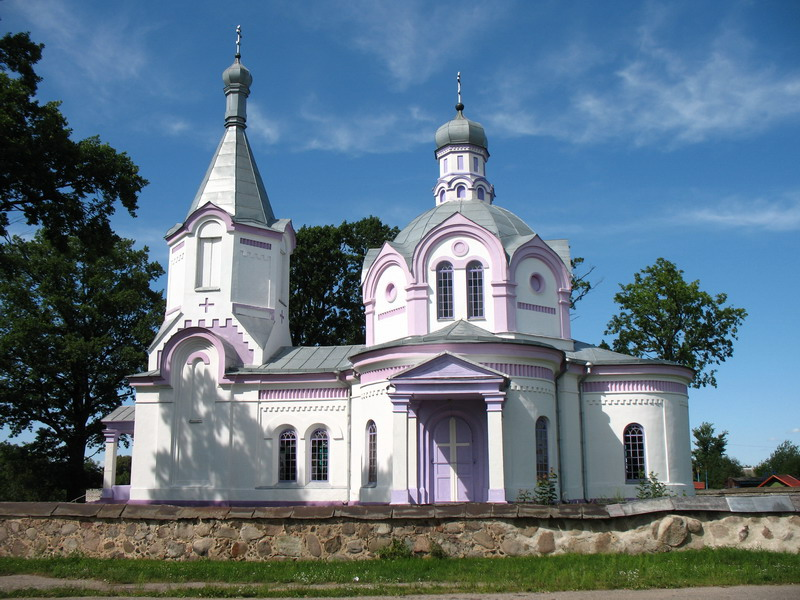
Троицкая церковь в Долгиново
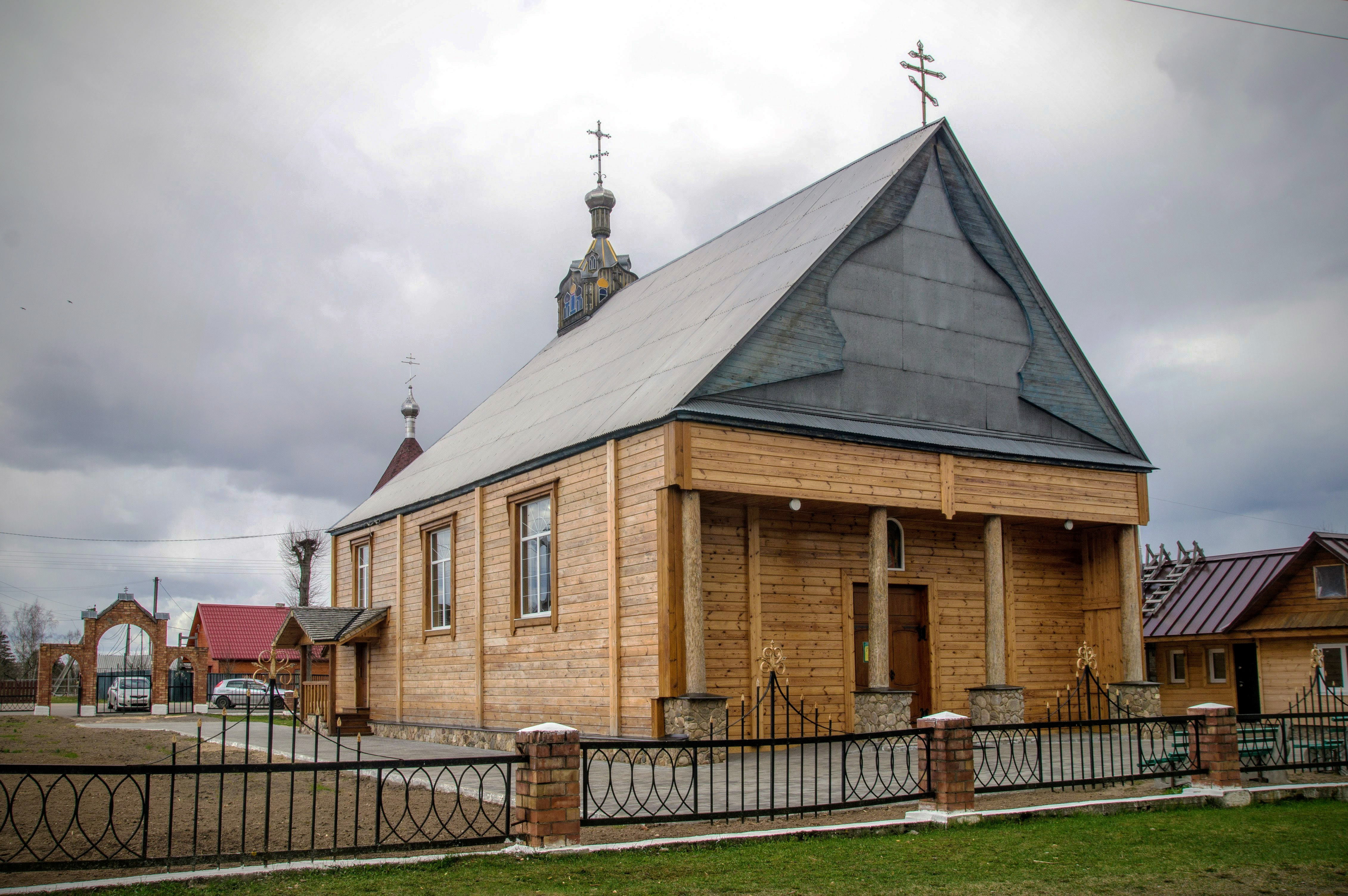
Свято-Ильинская церковь в Илья
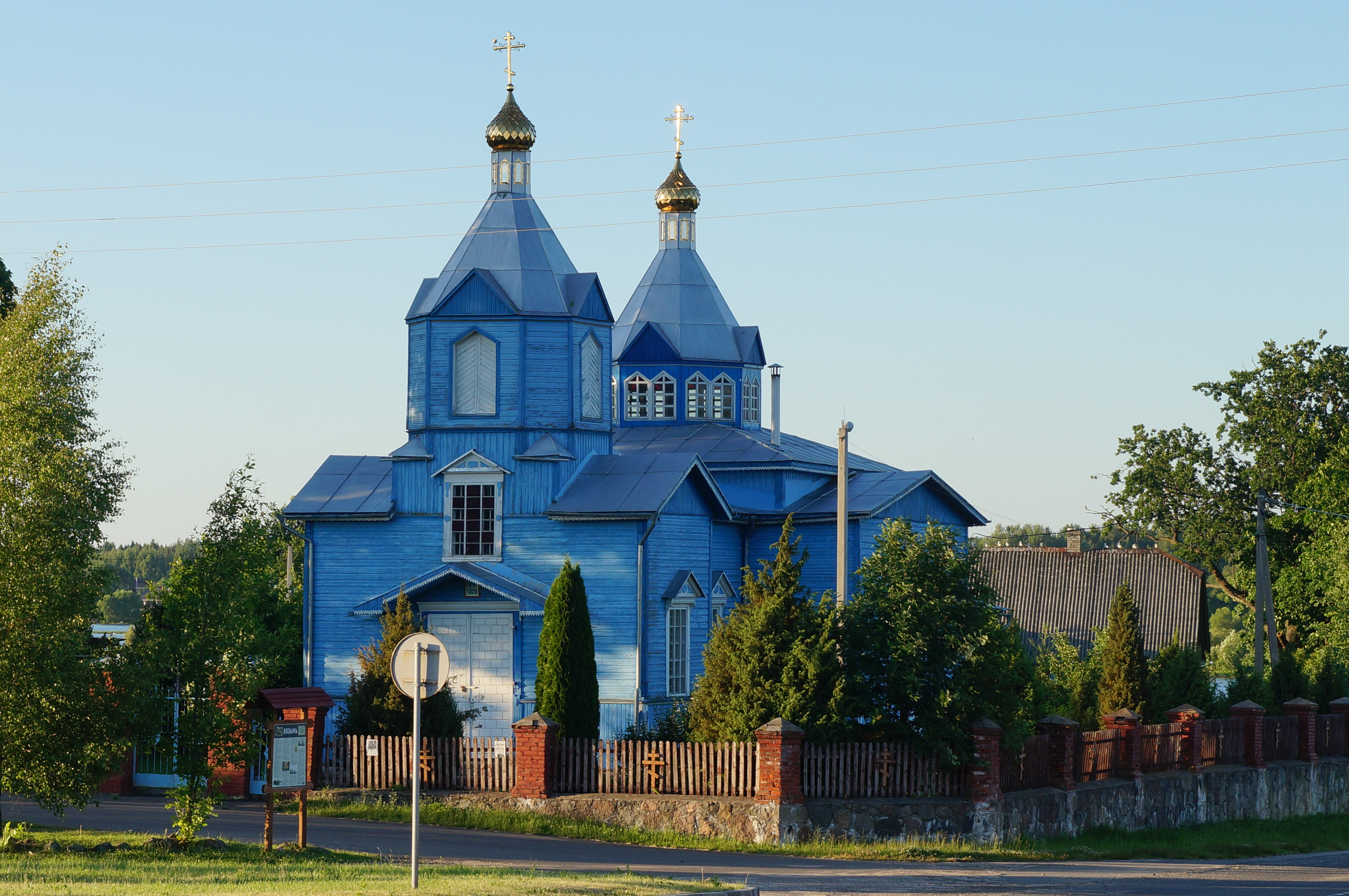
Православная Покровская церковь в Вязынь
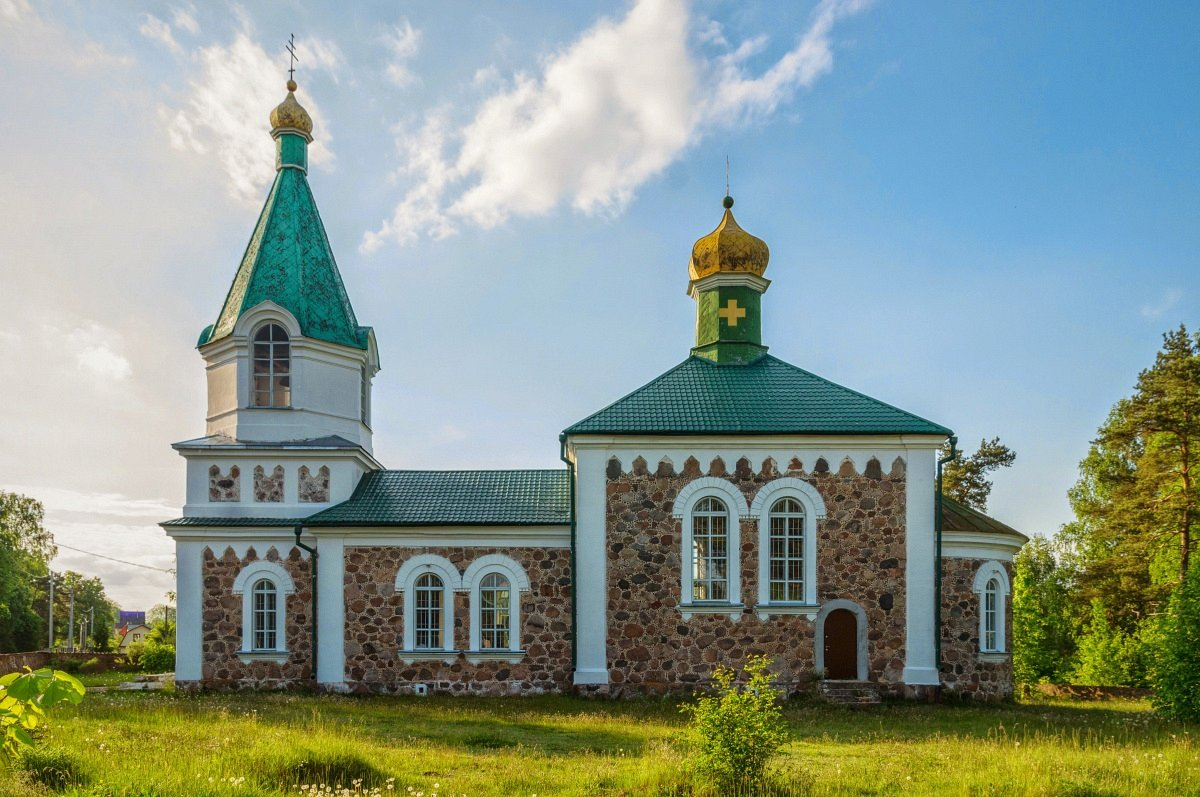
Православная церковь св. апостолов Петра и Павла в Косута
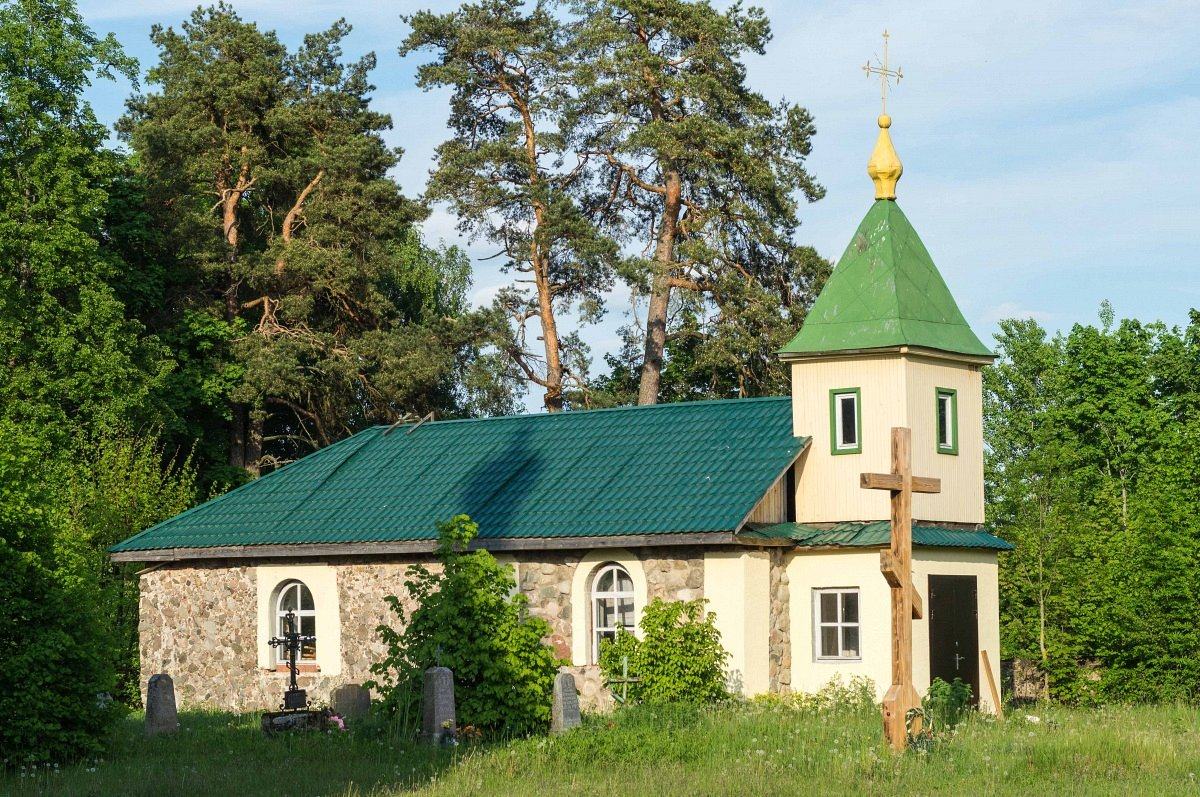
Часовня в Косута
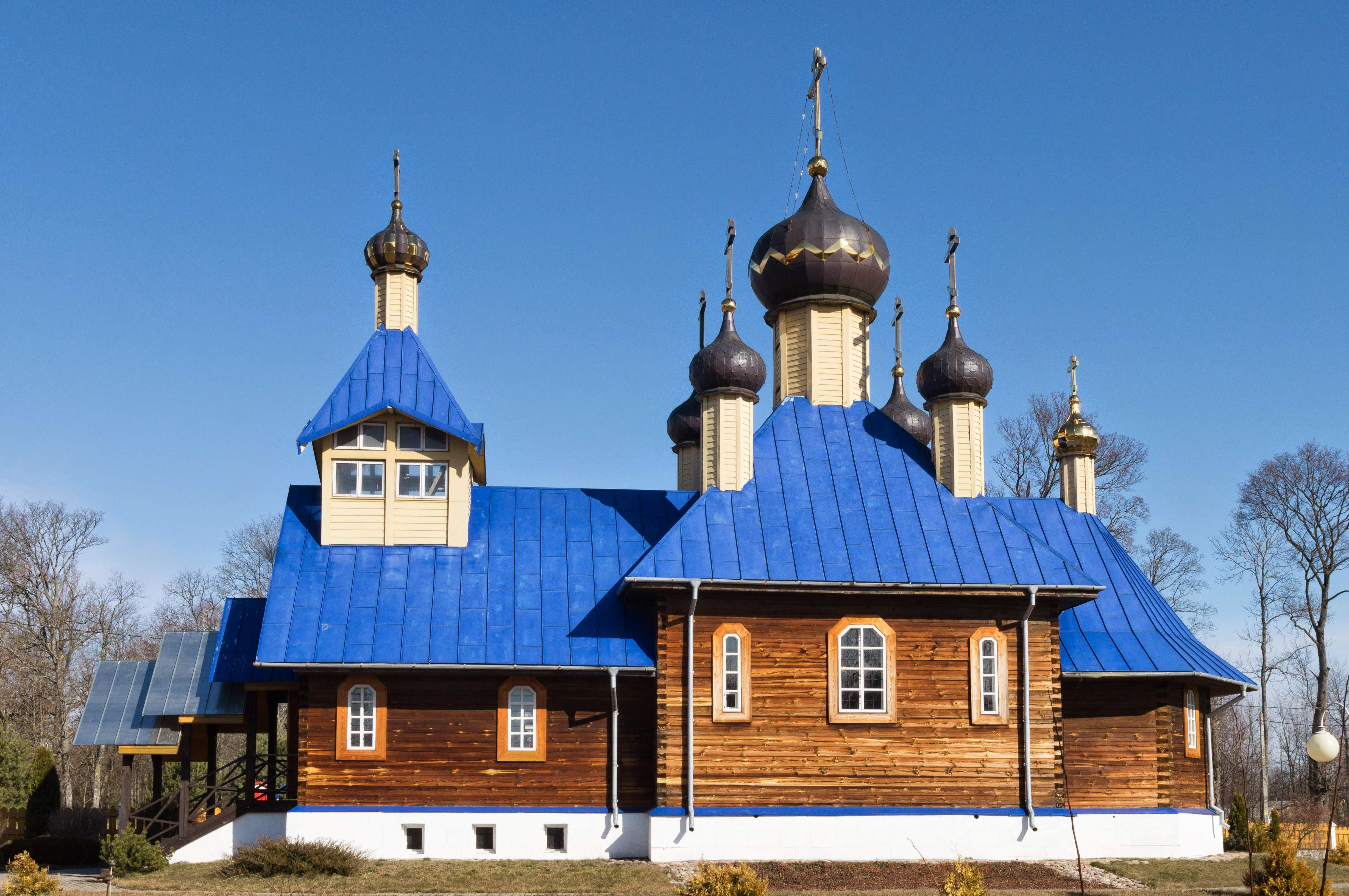
Православная церковь Собора белорусских святых в Любань
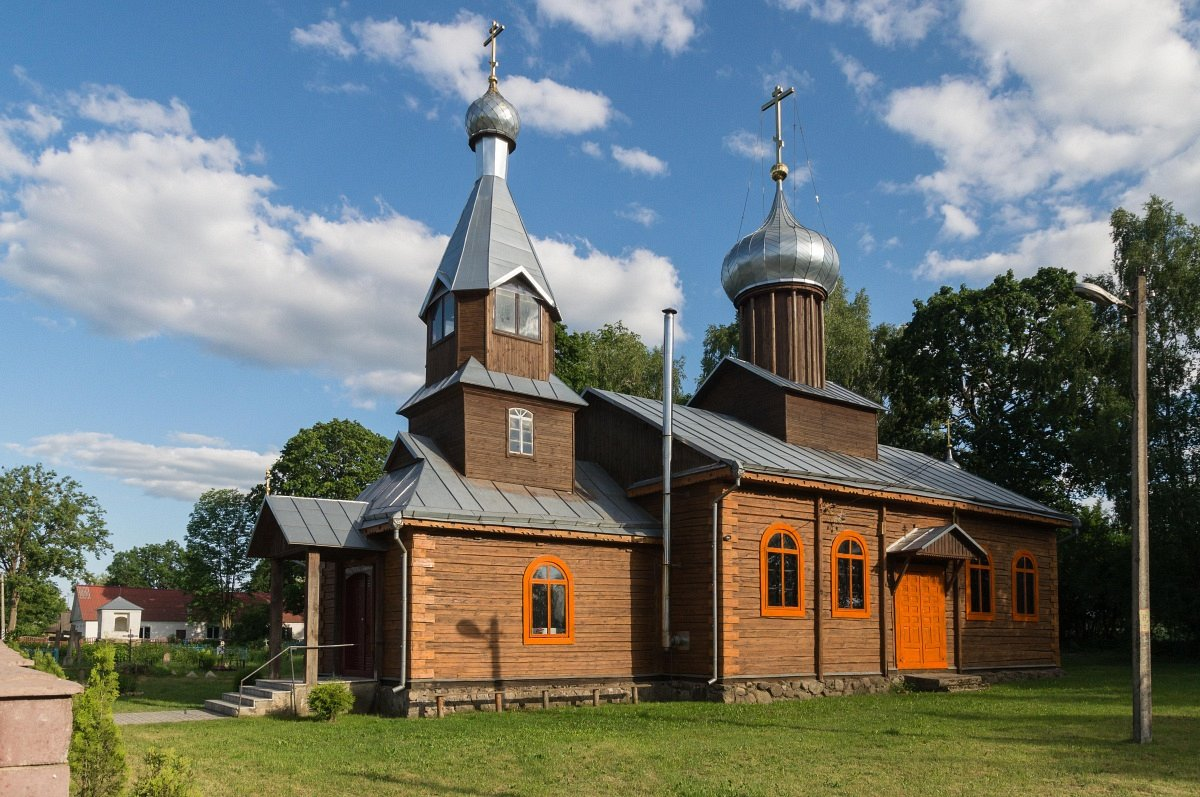
Православная церковь Святого Иосифа в Ижа
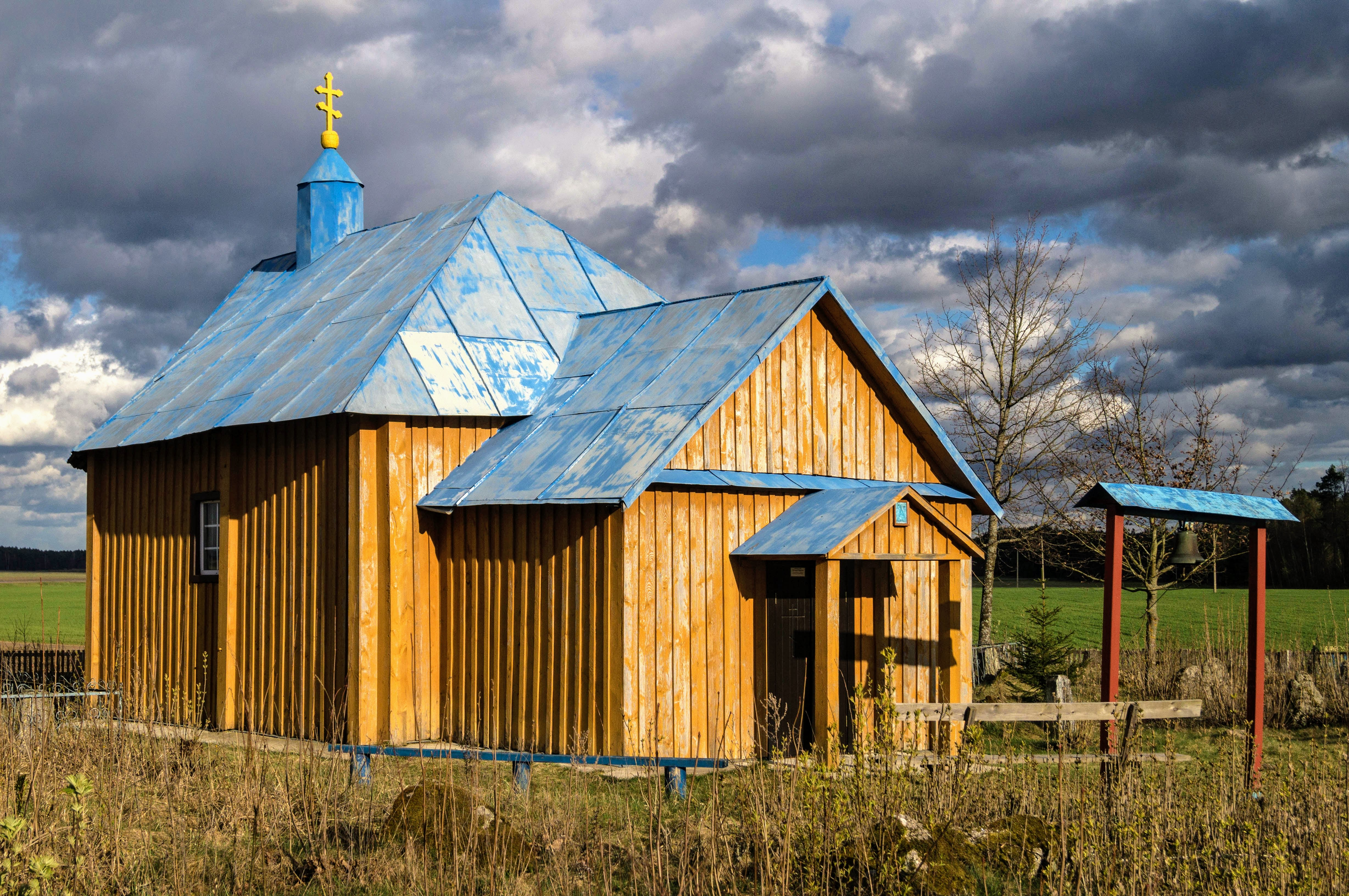
Свято-Иоанно-Предтеченская церковь в Боровцы
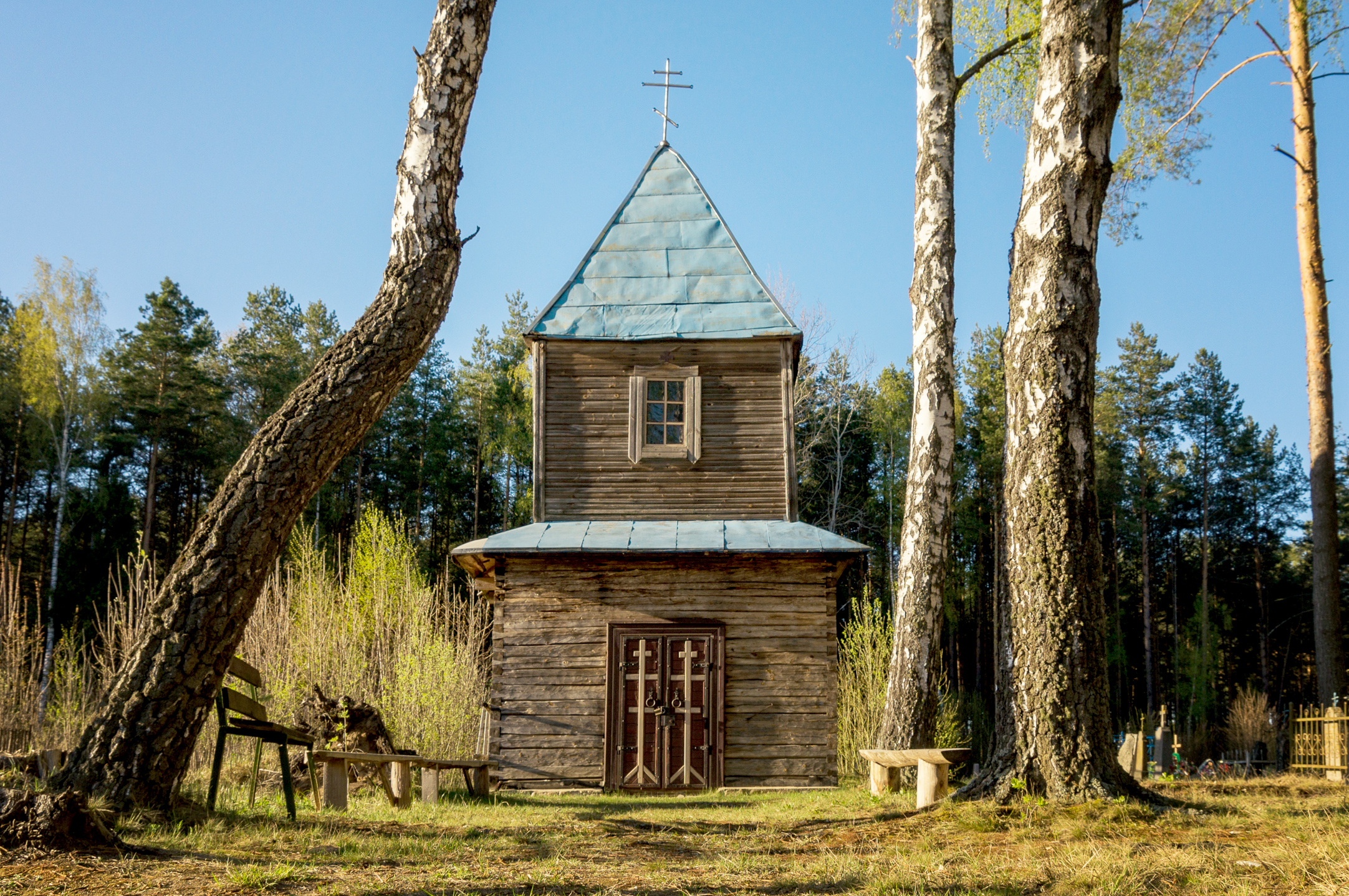
Часовня Святого Николая. Расположена между деревнями Уречье и Кордон
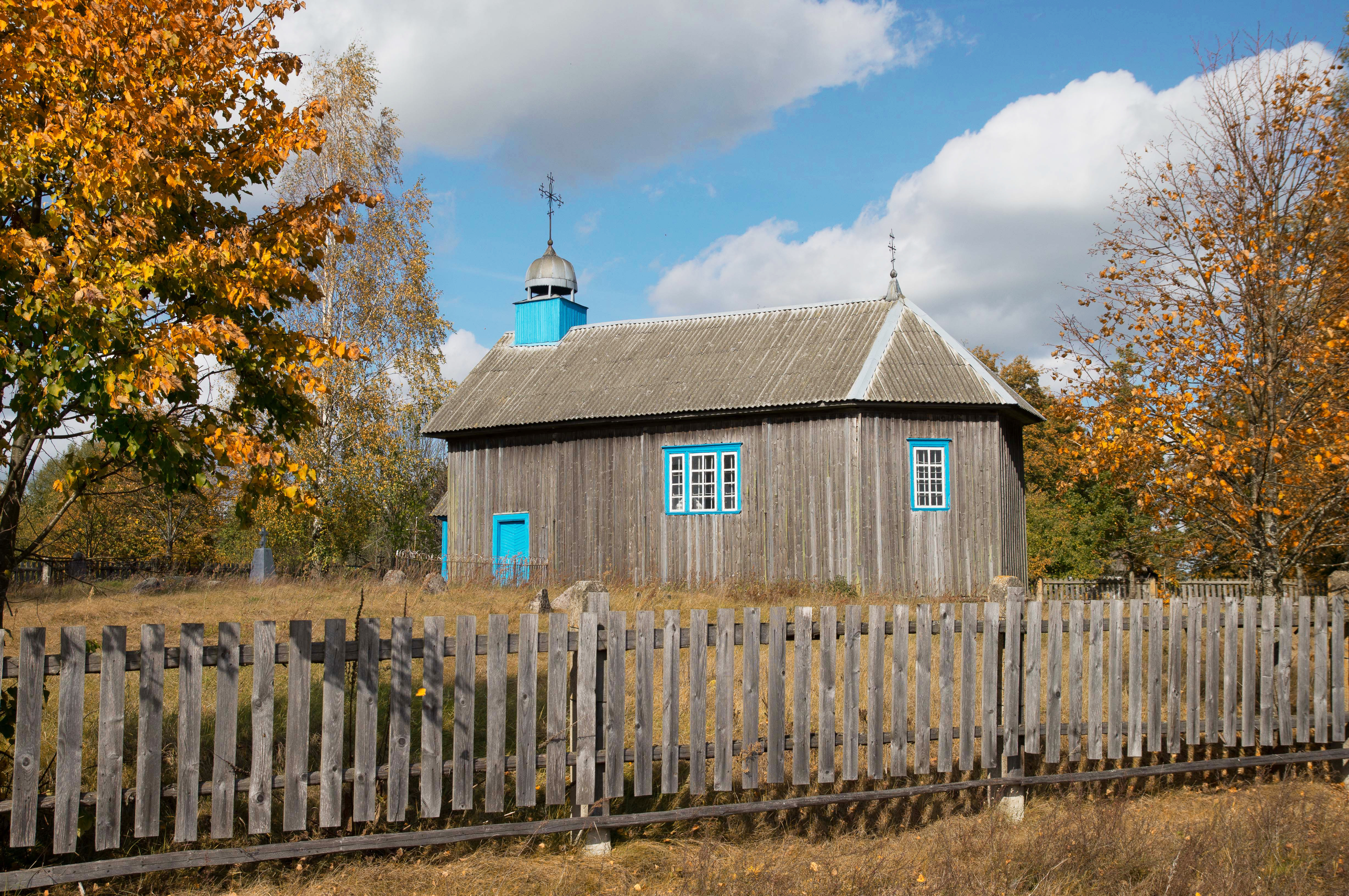
Свято-Георгиевская церковь в Вардомичи
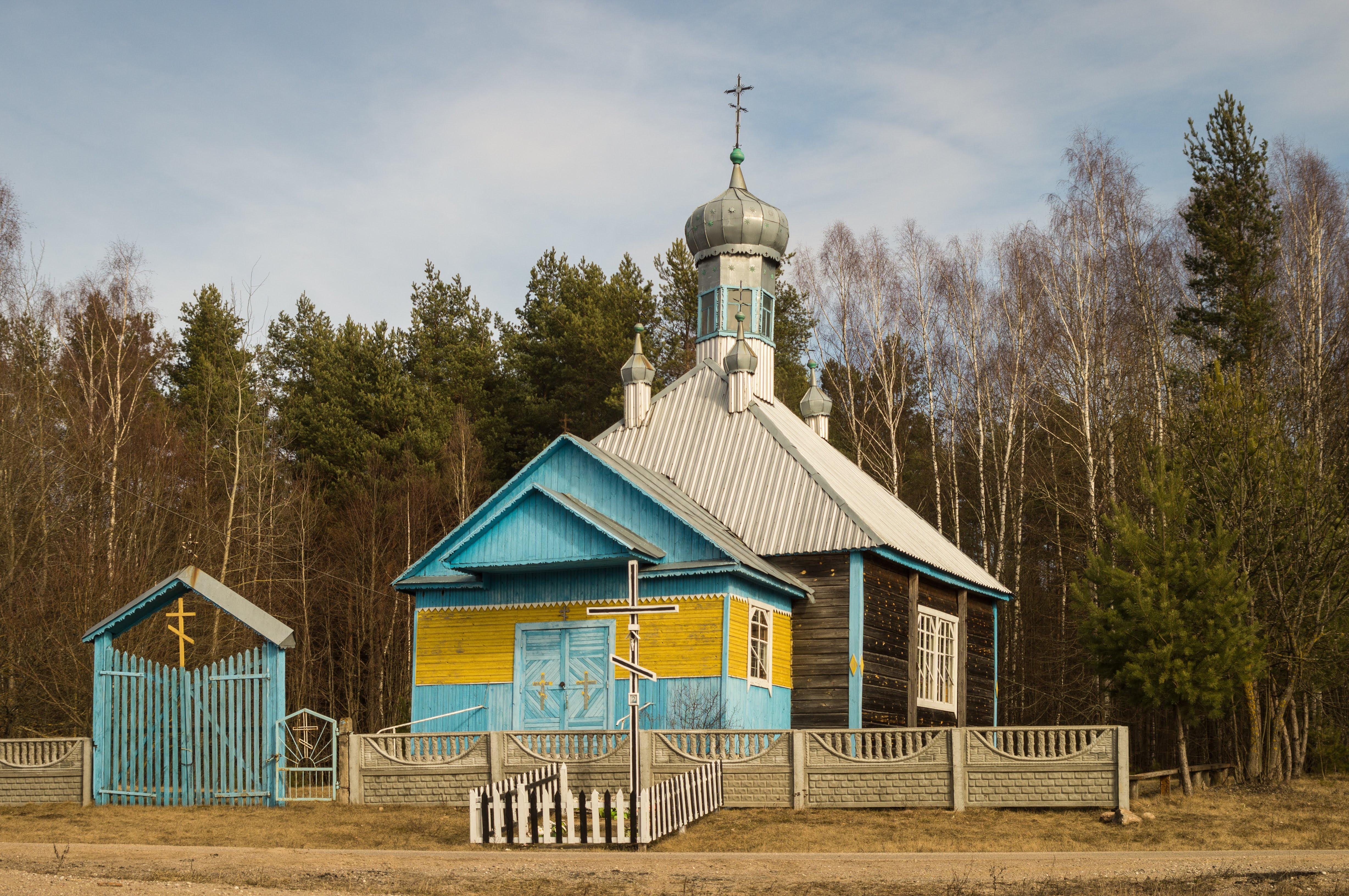
Спасо-Преображенская церковь в Заболотье
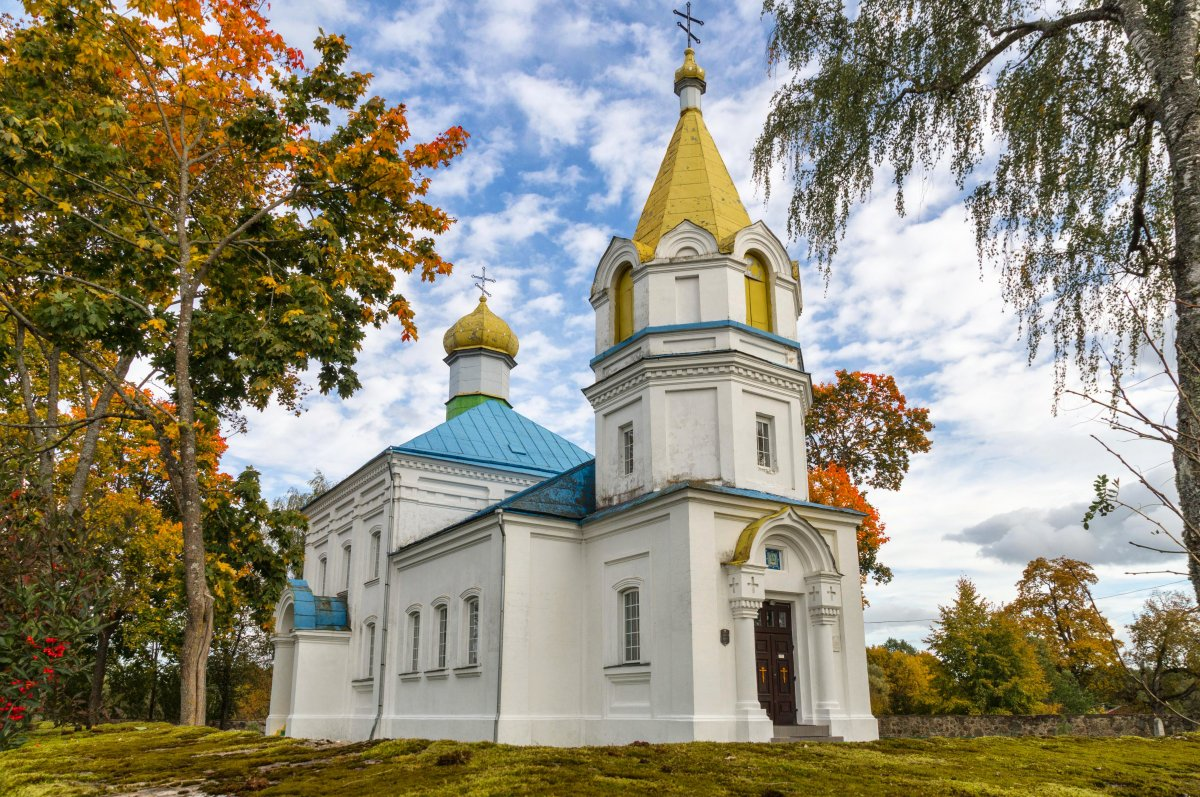
Православная Успенская церковь в Ручица
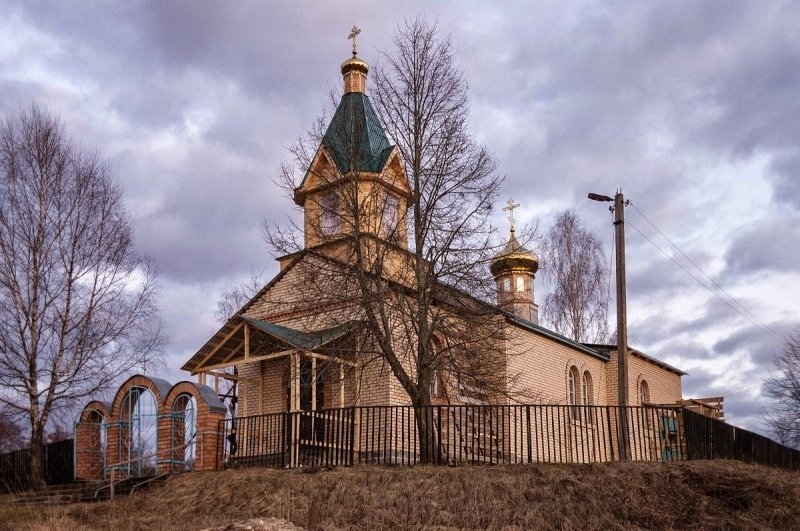
Свято-Духовская церковь в Речки
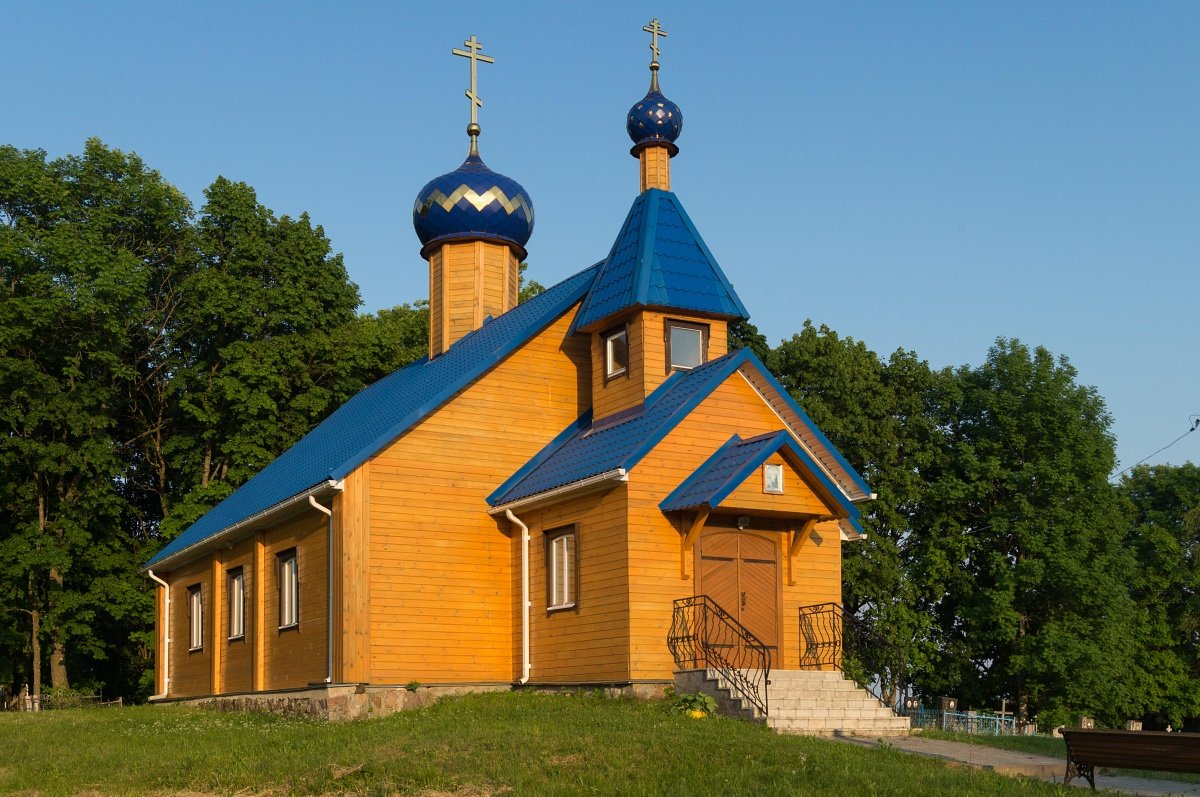
Православная церковь Успения в Спягло
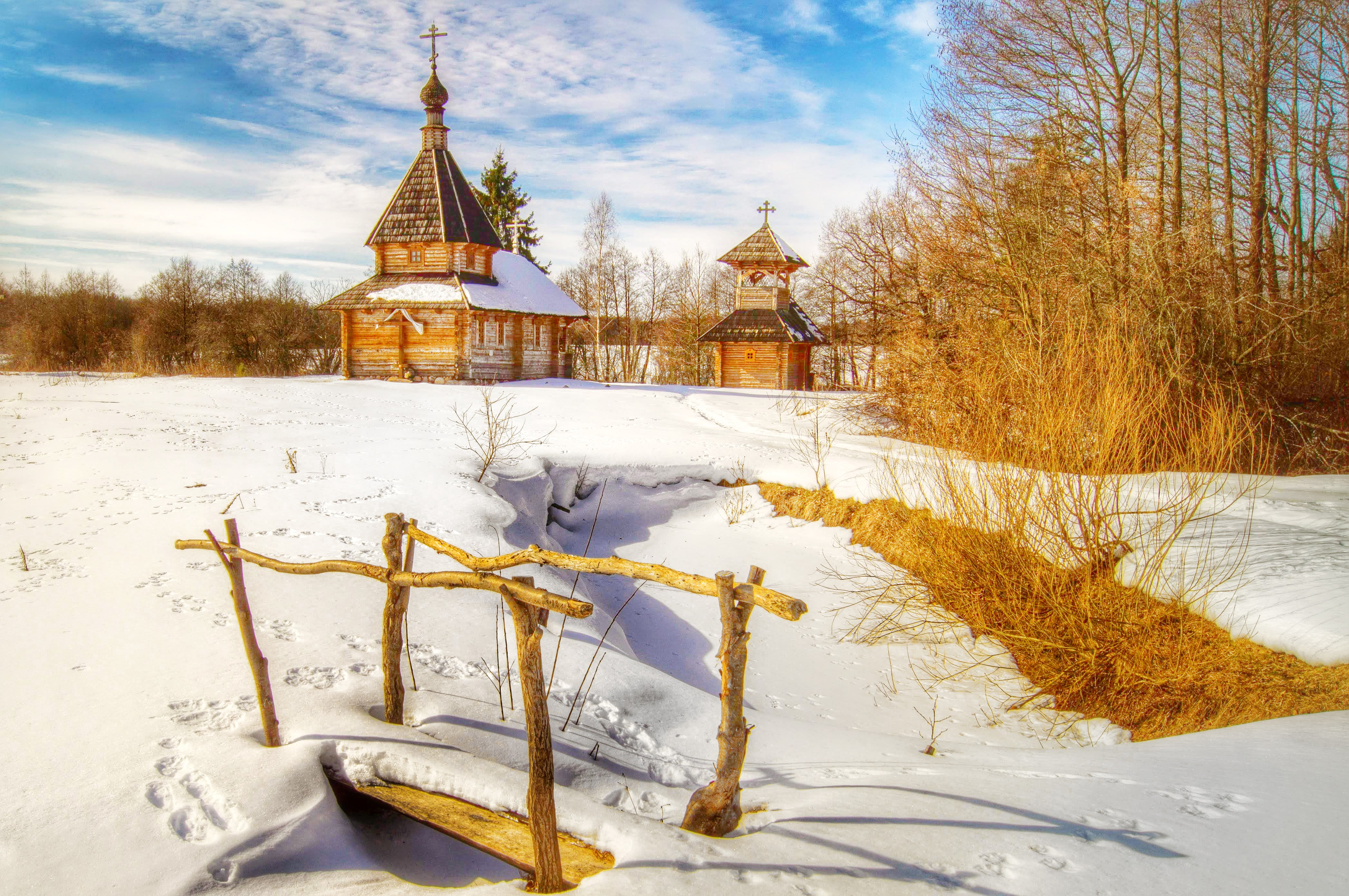
Борисоглебская часовня в Забродье